# Zakład Iranistyki Instytutu Orientalistyki Uniwersytetu Jagiellońskiego
Zakład Iranistyki – jednostka organizacyjna Instytutu Orientalistyki na Wydziale Filologicznym Uniwersytetu Jagiellońskiego.

## Historia
Pierwszy wykład o literaturze perskiej na Uniwersytecie Jagiellońskim został wygłoszony po łacinie w roku 1824 przez Wilhelma Münnicha, profesora orientalistyki, którego katedra istniała w latach 1818-26.
Regularne nauczanie języka oraz literatury perskiej w Krakowie rozpoczęło się w  roku 1919. Wówczas to Tadeusz Kowalski (1889-1948), nauczyciel Ananiasza Zajączkowskiego (1903-1970) - założyciela Katedry Turkologii na Uniwersytecie Warszawskim, zainaugurował studia islamistyczne z trzema językami orientalnymi: arabskim, tureckim oraz perskim. Nauka perskiego miała charakter bierny i ograniczała się jedynie do lektury tekstów literatury klasycznej (X-XIV w.). W tym samym czasie kwestiami językowymi oraz religijnymi zajmowali się ówcześni indianiści, przede wszystkim wykładowczyni języków indyjskich i irańskich - Helena Willman-Grabowska (1870-1957).
Modyfikacji w strukturze studiów dokonano po śmierci Tadeusza Kowalskiego w 1948 r., tworząc 3 specjalizacje: arabistykę, iranistykę oraz turkologię. W tym samym roku zlikwidowano Katedrę Sanskrytu i Filologii Indyjskiej, a w jej miejsce utworzono Katedrę Językoznawstwa Ogólnego, którego kierownikiem został wówczas Jerzy Kuryłowicz (1895-1978). Niezależnie od niej funkcjonowała Katedra Językoznawstwa Indoeuropejskiego, którą powołano do życia jeszcze przed II wojną światową. Zajęcia językoznawcze w ramach studiów iranistycznych prowadzili pracownicy Katedry Językoznawstwa Ogólnego - Tadeusz Pobożniak (1910-1991), uczeń Heleny Willman-Grabowskiej. Warto zaznaczyć, że przed reaktywacją krakowskiej indianistyki zajęcia z języków indyjskich, hindi i sanskrytu, odbywały się właśnie w ramach studiów iranistycznych.
Początki krakowskiej iranistyki były skromne, ponieważ przez pierwsze dwie powojenne dekady zajęcia prowadzili pracownicy Katedry Językoznawstwa (prof. Wojciech Skalmowski (1933-2008)) i osoby zatrudnione na godzinach zleconych (m.in. Władysław Dulęba (1920-1987), prof. Andrzej Pisowicz). Kolejna zmiana w strukturze Katedry Filologii Orientalnej miała miejsce w 1972 roku. Wówczas to utworzono w ramach nowo powstałego Instytutu Filologii Orientalnej UJ cztery zakłady naukowo-badawcze:
- arabistykę;
- indianistykę;
- iranistykę;
- turkologię.

Kierownictwo Zakładu Iranistyki UJ jako samodzielnej jednostki naukowo-badawczej objął wówczas prof. Franciszek Machalski (1904-1979) - znawca języka, literatury i kultury dawnego i współczesnego Iranu, który od 1951 roku prowadził na Filologii Orientalnej wykłady z języka i literatury perskiej, tworząc podwaliny krakowskiej iranistyki.

## Obszary badawcze
Obecnie w Zakładzie Iranistyki UJ kształcą się specjaliści w dziedzinie literatury oraz języków i kultury Afganistanu, Iranu, Kurdystanu i Tadżykistanu. Przedmiotami zainteresowań badawczych pracowników pozostają:
1. Zagadnienia literaturoznawcze (m.in.: klasyczna literatura nowoperska, epos nowoperski, współczesna literatura nowoperska, średnioperska literatura religijna, współczesna literatura afgańska, przekaz ustny i pisemny w literaturach irańskich, literatura muzułmańska w Indiach);
2. Zagadnienia językoznawcze (m.in.: rozwój historyczny języka perskiego, leksykografia języka perskiego, dyglosja w Iranie, pozostałem języki irańskie, dzieje języka perskiego w Indiach);
3. Zagadnienia przekładoznawcze (m.in.: nowoperskie przekłady literatury polskiej, polskie przekłady literatury perskiej, afgańskiej i tadżyckiej, nowoperskie przekłady literatury średnioperskiej, teoria przekładu w perspektywie orientalistycznej);
4. Zagadnienia kulturoznawcze (m.in.: historia świata irańskiego, zagadnienia polityczne, kulturowe i socjologiczne w Iranie/Afganistanie/Azji Centralnej/Kurdystanie, media);
5. Zagadnienia religioznawcze (m.in.: islam w świecie irańskim, islam w Indiach, zaratusztrianizm i inne religie irańskie, buddyzm w świecie irańskim, zaratusztrianizm w Indiach, kobieca religijność w Tadżykistanie).